# کارل مایر
کارل مایر (آلمانی: Carl Mayer؛ زادهٔ ۲۰ نوامبر ۱۸۹۴ - مرگ ۱ ژوئیه ۱۹۴۴) نویسنده و فیلم‌نامه‌نویس اهل اتریش بود. در زادگاهش، جایزه‌ای به نام و افتخار او هر سال اهدا می‌شود.

## گزیدهٔ فیلم‌شناسی
- ۴ ابلیس (۱۹۲۸)
- طلوع: آواز دو انسان (۱۹۲۷)
- تارتوف (۱۹۲۶)
- تحقیرشده‌ترین مرد (۱۹۲۴)
- خیابان (۱۹۲۳)
- گوژپشت و رقاصه (۱۹۲۰)
- مطب دکتر کالیگاری (۱۹۲۰)